# Sabinià (usurpador)
Sabinià (en llatí Sabinianus) va ser el líder d'una revolta contra Gordià III a Àfrica.
Es va proclamar emperador amb els soldats sobre els que tenia autoritat, però després de ser derrotat pel governador de Mauretània l'any 240, els seus partidaris el van conduir a Cartago i el van lliurar a les autoritats imperials.